# Зеленогрудая питта
Зеленогрудая питта (лат. Pitta reichenowi) — вид птиц из семейства питтовых. Подвидов не выделяют. Видовое название дано в честь немецкого орнитолога Антона Райхенова.

## Описание
Длина тела вместе с хвостом составляет около 20 см. Птицы выглядят упитанными и коренастыми, с короткими крыльями и хвостом, сильными ногами, удлинённой головой и клювом: в целом и внешность, и окраска очень похожи на родственную ангольскую питту.
Лоб, темя, затылок и щёки чёрные, горло и бока шеи беловатые: есть ярко выраженная жёлто-оранжевая бровь, которая тянется от височной области до плеч. Спина и крылья травянисто-зеленые (с сине-белыми краями), грудь зелёная (характеристика, давшая виду название и отличающая его от упомянутой выше ангольской питты, у которой грудь желтоватая), хотя и светлее спинной области: хвост чёрный с синим и бордовыми подхвостьем и брюхом. Клюв черноватый, глаза коричневые, ноги телесного цвета: половой диморфизм едва заметен и не поддается определению, однако самка обычно более тусклая по окраске, чем самец.

## Биология
Ведёт дневной образ жизни, отличается одиночным поведением, чрезвычайно пугливые и сдержанные: большую часть дня они проводят, осторожно передвигаясь в густом подлеске в поисках пищи.
Рацион состоит в основном из мелких беспозвоночных, в основном насекомых, мириапод, дождевых червей и улиток; хотя и довольно редко, эти птицы также питаются ягодами и мелкими фруктами.
Сезон размножения длится с мая по сентябрь, при этом молодых особей, близких к отлету, можно наблюдать вплоть до ноября в некоторых районах, населённых этим видом: считается, что размножение зеленогрудой питты не отличается существенно по способу и срокам от размножения сородича и родственной ангольской питты.

## Распространение и среда обитания
Зеленогрудая питта широко распространена в центральной Африке, занимая ареал, который, хотя и довольно фрагментарный, простирается от прибрежных районов Камеруна до района Джинджа в центральной Уганде.
Обитает на участках вторичных тропических лесов с густым подлеском, где они находят убежище: хотя вид широко распространён на низменностях и холмах, в Уганде зеленогрудая питта была отмечена на высоте до 1400 м над уровнем моря.